# August Friedrich Oelenhainz

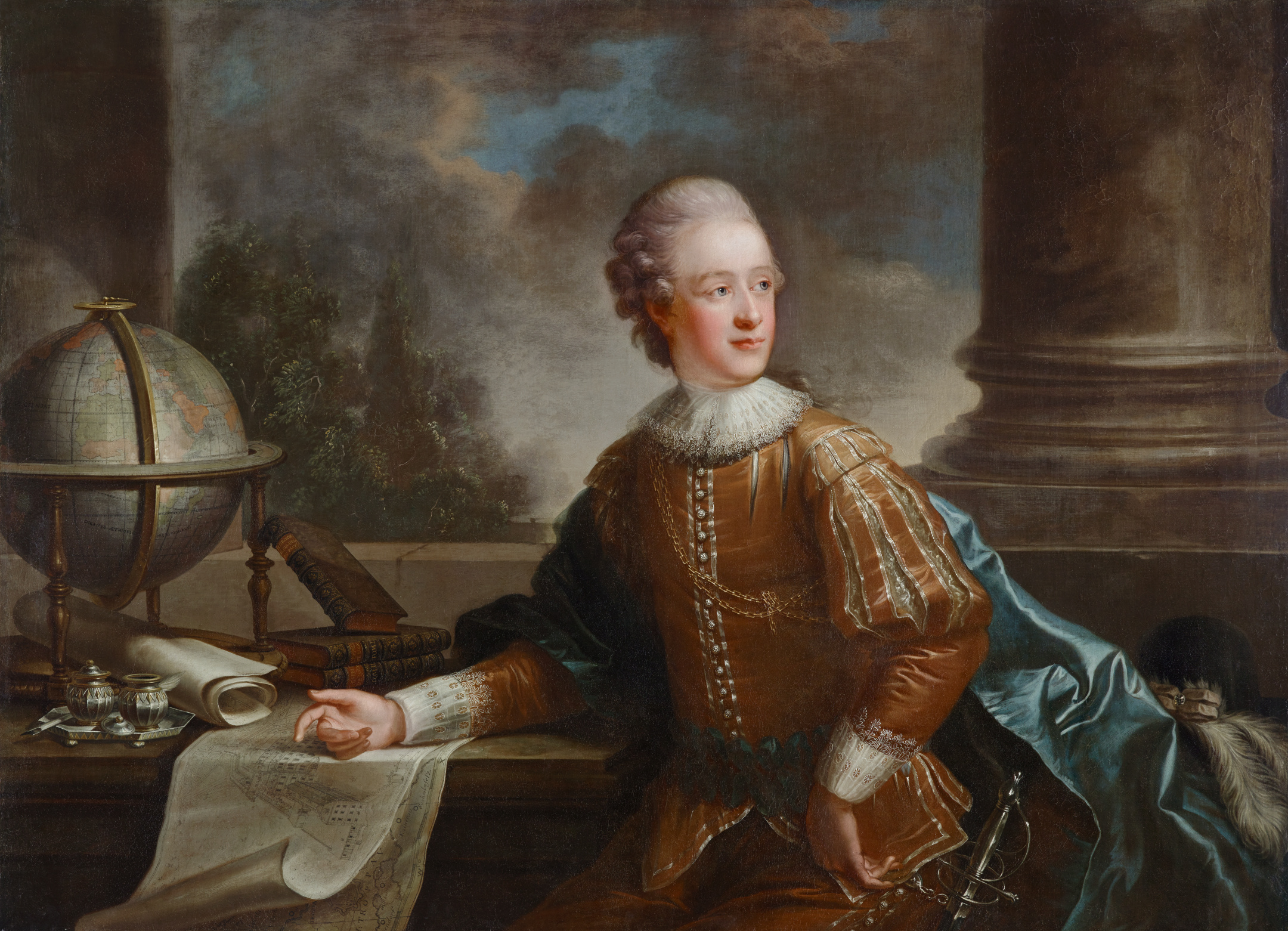
Portrait d'Aloïs I. de Liechtenstein, vers 1804, Liechtensteinmuseum, Vienne

August Friedrich Oelenhainz, né le 28 juin 1745 à Endingen, décédé le 5 novembre 1804 à Pfalzburg, est un peintre wurtembergeois.

## Biographie
Fils d'un pasteur, il est élevé à Tübingen par son oncle le peintre Wolfgang Dietrich Majer (de). À partir de 1761, il étudie à l'« Académie des Arts » de Ludwigsburg auprès du peintre de cour Württembourgeois Johann Wilhelm Beyer (de) avec lequel il se rend à Vienne en 1768. Il entreprend des études à l'Académie de Vienne et remporte en 1769 un premier prix de l'académie de gravure avec son morceau de réception, un dessin de nu. À la cour impériale, il devient rapidement l'un des peintres populaires. Dès son jeune âge, il est considéré comme un portraitiste talentueux. Même si Oelenhainz repart à l'occasion pour se rendre en Allemagne et en Suisse, il réside à Vienne la plus grande partie de sa vie. Un séjour prolongé en Suisse est documenté, qui s'explique par l'appartenance d'Olenhainz à la franc-maçonnerie. Cette organisation lui permet de recevoir des commandes supplémentaires et d'entretenir des contacts étroits avec les grands esprits de son temps. Il peint ainsi les portraits de Johann Kaspar Lavater et Christian Friedrich Daniel Schubart avec lequel il séjourne à Asperg en 1780. À partir de 1790 il travaille à Zurich et en 1792 à Berne où il laisse de nombreux portraits dont celui de l'écoutète Albrecht von Mülinen. 
En plus d'autres personnalités connues, il s'attache à fixer sur la toile plusieurs membres des maisons de Liechtenstein et de Schwarzenberg. En particulier, les portraits d'enfants de la famille Liechtenstein montrent très clairement que les influences d'Oelenhainz se retrouvent pour l'essentiel dans l'art du portrait à la française et à une plus petite échelle chez les maîtres anglais. Ses œuvres s'abstiennent des formes opulentes de la représentation au sens baroque mais témoignent déjà de la volonté de respecter la personnalité du modèle. 
À partir de 1800, il vit à Ulm et en 1801 à Stuttgart. En 1803, il se rend à Paris et décède en 1804 sur le chemin du retour.
Sa vie et son travail remarquables dont largement inexplorés jusqu'à aujourd'hui.

## Lieux d'exposition (sélection)
- Musée des beaux-arts de Berne
- Château de Ludwigsbourg
- Staatsgalerie (Stuttgart)

## Source de la traduction
- (de) Cet article est partiellement ou en totalité issu de l’article de Wikipédia en allemand intitulé « August Friedrich Oelenhainz » (voir la liste des auteurs).